# Donja Voća
Donja Voća falu és község Horvátországban, Varasd megyében. Közigazgatásilag
Budinščak, Fotez Breg, Gornja Voća, Jelovec Voćanski, Plitvica Voćanska, Rijeka Voćanska és Slivarsko települések tartoznak hozzá.

## Fekvése
Varasdtól 18 km-re nyugatra a Zagorje hegyei között fekszik.

## Története
A települést és plébániáját 1334-ben a Ivan goricai főesperesnek a zágrábi káptalan helyzetéről írott feljegyzésében említik először "Ecclesia S. Martini apud Woycha" alakban. A szerző a „parochia antiqua” jelzőt használja rá, ami ősi plébániára utal. A török támadások idején a plébánia működése szünetelt és szolgálatát a vinicai plébános látta el. Ilyen nagy támadások érték a varasdi egyházmegye területét az 1472-es, az 1477-es, az 1483-as, az 1530-as és az 1552-es években. A plébánia átmeneti megszűnésében közrejátszott a paphiány, a járványok és a nagy szegénység is. A plébánia újraalapítására egészen 1651-ig kellett várni. Stjepan Šoštarec főesperes írja az 1808-as egyházi vizitáció feljegyzésében, hogy 1651. március 13-án Ivan Baršić varasdi főesperes újraalapította Voća korábbi plébániáját. A plébánia anyakönyveit 1681-óta vezetik.
A mai plébániatemplomot 1756. július 4-én szentelték fel.  Ekkor a templom már évtizedek óta állt. Először a szentély épült meg, mivel azonban ez idővel kicsinek bizonyult 1671-ben az akkori plébános a bővítés mellett döntött. Martin Poljak plébános úgy határozott, hogy a templomot két kápolnával toldja meg, melyek 1736 és 1741 között épültek. Ezáltal a templom görög kereszt alaprajzú lett. A templom patrónusai a falu földesurai a Draskovichok voltak, majd később gróf Josip Bombelles volt a falu földesura. A trianoni békeszerződésig Varasd vármegye Ivaneci járásához tartozott. 2001-ben a községnek 2844, a falunak 1148 lakosa volt.

## Nevezetességei
- Szent Márton püspök tiszteletére szentelt plébániatemploma[2] a 17. században épült, 1671-ben, majd 1741-ben bővítették. Mai formájában 1756-ban szentelték fel. Szűz Mária tiszteletére szentelt kápolnája a máriazelli szentély mintájára épült, az ismert falikép festő Ivan Ranger festette ki. Mennyezetén Mária mennybevitele látható, mellette Mária életéből vett jelenetek láthatók. Különösen nevezetes az a falikép, melyen két nő nyújtja a kezét egymásnak, míg mások Horvátország és Stájerország címerpajzsát tartják. A szentélyt Ranger 1749-es vázlatai alapján lepoglavai pálosok festették ki. A templom többi részét az ismert templomfestő Anton Dovečer festette a 18. század második felében.
- A település felső részén a plébániatemplom[3] fölött, az út feletti magaslaton található a középkori eredetű, barokk stílusú Szent Tamás-kápolna, amelyet falazott kőkerítés vesz körül. Egyhajós épület, amelynek háromoldalú szentélye van, a hajó északi oldalán a sekrestye és egy oldalkápolna, a harangtorony pedig amelyen keresztül belépünk a templomba a főhomlokzat előtt található. A 18. század első évtizedeiben végrehajtott barokk átépítés tovább gazdagította az épület középkori formáját a belső tér és a berendezés barokk kialakításával.
- A község területén található a Vindija-barlang,[4] mely geológiai, geomorfológiai és botanikai látványosság. A községközponttól 2 km-re 275 m tengerszint feletti magasságban található. A barlang 50 m hosszú, 30 m széles és 10 m magas és már a neandervölgyi ember is használta. Az itt feltárt leletek a paleolitikumtól a kora középkorig terjednek és a csontmaradványokból nyomon követhető az emberi fejlődés a neandervölgyi embertől a mai emberig. A legkorábbi leletek negyvenezer évvel az időszámítás előtti időből, a legkésőbbiek pedig a 9. századból származnak. A barlang az alatta kiépített parkolóból könnyed mászással megközelíthető. A barlang megmentésére tervek készültek, melyek szerint előbb a barlang állagának folyamatos romlását állítanák meg, majd tereprendezéssel, bemutató helyiség és turista utak kiépítésével a turisztikai igényeknek megfelelően mutatnák be. A barlang védett kultúrtörténeti emlék, a horvát kulturális örökség része. Örökségvédelmi jegyzékszáma:Z-1078.[5]
- A falu egyik állomása a Szent Márton-út horvátországi szakaszának.